# Georges Dejaeghère
Georges Auguste Dejaeghère (* 7. Januar 1879 in Roubaix; † 20. Jahrhundert) war ein französischer Kunstturner.

## Biografie
Nicolas Dejaeghère nahm an den Olympischen Sommerspielen 1900 in Paris teil. Im Einzelmehrkampf belegte er den 11. Platz.